# Bitwa pod Siffin
Bitwa pod Siffin (arab. وقعة صفين) – starcie zbrojne, do którego doszło w połowie 657 roku w pobliżu współczesnego miasta Ar-Rakka. Wojska Muawiji starły się z siłami wiernymi pierwszemu imamowi szyitów i ostatniemu z czterech kalifów prawowiernych Alemu.

## Tło i bitwa
Nagła śmierć Usmana sprawiła, że muzułmanie ogłosili Alego władcą ummy. Nowy kalif przeniósł stolicę kalifatu z Medyny do Kufy w Iraku, postanowił on także odwołać Muawiję z pozycji zarządcy prowincją Syrii i powołać na jego miejsce Abd Allah ibn Abbasa. Jako iż Muawija był spokrewniony z Usmanem, a prowincja Syrii była bastionem Umajjadów, wykorzystał on fakt jego śmierci do wszczęcia rebelii przeciwko nowemu władcy. Po bitwie Wielbłądziej Ali wrócił z Basry do Kufy, stolicy swojego kalifatu. Następnie wojska panującego kalifa i umajjadzkich buntowników spotkały się w Syrii na równinie Siffin. Dochodziło do pomniejszych potyczek, lecz wraz z nastaniem miesiąca muharram walki ustały kompletnie. Po miesiącu doszło do dalszych potyczek, które przerodziły się w otwartą bitwę.
W chwili kiedy siły Mu’awiji przegrywały już bitwę, Amr Ibn al-As doradził mu, żeby żołnierze zatknęli na włóczniach masāhef, fragmenty albo całe egzemplarze Koranu, co sprawiło, że większa część żołnierzy Alego nie chciała walczyć przeciwko nim. Ten gest miał bowiem oznaczać, że spór pomiędzy muzułmanami powinna rozstrzygnąć Święta Księga, a nie broń. W ten sposób Amr doprowadził do tego, że konflikt pomiędzy Alim a Mu'awiją miał być rozstrzygnięty w drodze arbitrażu, w którym Amr jako arbiter Mu’awiji miał odegrać główną rolę. Mniejsza część żołnierzy Alego nie zgodziła się na negocjacje, twierdząc iż „tylko Bóg może sądzić” (6:57), wskazując następnie koraniczny ajat „jeżeli jedna strona wierzących powstanie przeciwko drugiej, (...) walcz z tą która powstała, dopóki nie wróci do porządku Boga (...)” (49:9). Utworzyli oni sektę charydżytów, odrzucając rządy Alego jak i późniejsze Mu’awiji. Po burzliwych rozmowach przedstawiciel Alego Abu Musa al-Aszari ogłosił, że arbitrzy zgodnie pozbawili obu antagonistów prawa do kalifatu i pozostawili wybór kalifa nowej naradzie. Prawdopodobnie tak właśnie ustalono, jednak Amr ibn al-As nie potwierdził oświadczenia Abu Musy i jakiś czas później ogłosił jedynie pozbawienie stanowiska Alego, co pozwoliło mu na późniejsze poparcie pretensji Mu’awiji do kalifatu. Za pomocą podstępu Amr zatem walnie przyczynił się do politycznego zwycięstwa Mu’awiji, który stał się pierwszym kalifem sunnickiej dynastii Umajjadów, za której rządów dalej zwalczano potomków Mahometa i ich zwolenników.

## Oceny i kontrowersje
Zdaniem P.K. Hittiego: „[To] że obaj rozjemcy pozbawili stanowiska obu mocodawców, było przegraną Alego. Mu’awija nie miał żadnego kalifatu, aby się miał go zrzekać. Był tylko gubernatorem prowincji. Sam fakt arbitrażu postawił go na równym poziomie z kalifem Alim, którego pozycja przez to obniżyła się do roli zwykłego pretendenta. Wyrok sędziów pozbawił Alego rzeczywistego stanowiska, a Mu'awiję fikcyjnej pretensji, której nie śmiał nawet dochodzić”.